# Życie jest piękne (film 1979)
Życie jest piękne (ros. Жизнь прекрасна, wł. La vita è bella) – radziecko-włoski dramat filmowy z 1979 roku w reżyserii Grigorija Czuchraja.

## Opis fabuły
Akcja filmu rozgrywa się w Portugalii, w okresie dyktatury wojskowej Salazara. Były pilot wojskowy z Angoli, Antonio Murillo, pracujący obecnie jako kierowca taksówki, zostaje wciągnięty do działań politycznych przeciwko dyktaturze. Próbuje powrócić do latania, ale próba kończy się niepowodzeniem, a Antonio trafia do więzienia. Z pomocą przyjaciół udaje mu się stamtąd uciec. Razem z Marią ucieka samolotem z kraju.

## Główne role
- Giancarlo Giannini jako Antonio Murillo
- Ornella Muti jako Maria
- Otar Koberidze jako Alvarado
- Regimantas Adomaitis jako śledczy
- Juozas Budraitis jako Gomes
- Jewgienij Lebiediew jako Rostao
- Stefano Madia jako Pako
- Nikołaj Dupak jako komisarz
- Enzo Fermonte jako Joao
- Igor Jasułowicz jako więzień
- Stanisław Czekan
- Feliks Jaworski jako pastor

## Wersja polska
- Wersja Polska – Studio Opracowań Filmów w Warszawie
- Reżyseria – Henryka Biedrzycka

Obsada:
- Wiktor Zborowski
- Gabriela Kownacka
- Joachim Lamża
- Andrzej Żółkiewski
- Leopold Matuszczak
- Marek Robaczewski

i inni